# Палеоконтакт
Палеоконта́кт (гипо́теза дре́вних астрона́втов — англ. ancient astronauts, дре́вних космона́втов — ancient spacemen, палеоастрона́втика, палеокосмона́втика) — псевдонаучная гипотеза, согласно которой разумные существа внеземного происхождения в прошлом (в доисторические времена или в древний период истории) посещали Землю, вступали в контакт с людьми и стали причиной появления многих древних земных цивилизаций. Сторонники предполагают, что этот контакт повлиял на развитие современных культур, технологий, религии или даже биологии человека, и что божества многих, если не всех религий, имеют внеземное происхождение, а передовые технологии, принесённые на Землю пришельцами, интерпретировались древними людьми как свидетельство их божественного статуса.
Тематика впервые прослеживается в ранней научной фантастике конца XIX — начала XX века. Широкий интерес к ней возник в 1960-х годах, в основном благодаря Эриху фон Дэникену, самому известному стороннику этой идеи, и под влиянием космической гонки. К началу 1980-х годов, в том числе вследствие массированной критики в научной и научно-популярной литературе, популярность гипотезы существенно упала.
Тема палеоконтакта популярна в псевдонаучной литературе (псевдоистория, псевдоархеология). Эту гипотезу развивали и развивают такие авторы, как Чарльз Форт, Константин Циолковский, Иммануил Великовский, Матест Агрест, Робер Шарру, Эрих фон Дэникен, Александр Казанцев, Артур Кларк, Захария Ситчин, Джорджио Цукалос, Андрей Скляров и многие другие. Палеоконтакт часто обыгрывается в научно-фантастических произведениях.
Различные новые религиозные движения, включая некоторые направления теософии, саентологии, раэлизма, Общества Этериуса и «Небесных врат», разделяют идеи о древних и современных контактах с внеземным разумом. Многие из этих религий связывают как древние писания, так и недавние откровения с действиями пришельцев с других планетарных систем. Психологи обнаружили, что религии НЛО имеют сходство, которое предполагает, что члены этих групп сознательно или подсознательно связывают сверхъестественное с мемами научной фантастики.
В современной научной литературе гипотеза палеоконтакта всерьёз не рассматривается, считается псевдоархеологической и/или ненаучной, описывается как спекулятивная идея. В рецензируемых исследованиях эта гипотеза не рассматривается как правдоподобная. Сторонники гипотезы часто искажают данные или фабрикуют доказательства.

## Терминология
В рамках тематики применяются различные термины — древние пришельцы (англ. ancient aliens), древние уфонавты (ancient ufonauts), древние космические пилоты (ancient space pilots), палеоконтакт (paleocontact), боги-астронавты (astronaut-gods) или инопланетные боги (alien gods), палео-SETI (paleo-SETI) или библейский SETI (Bible-SETI).

## Выдвигаемые аргументы
Сторонники гипотезы палеоконтакта часто разделяют также теорию панспермии и утверждают, что люди являются либо потомками, либо творением внеземных разумных существ, которые прибыли на Землю тысячи лет назад. С этим связана идея, что люди развивались самостоятельно, но большая часть человеческих знаний, религии и культуры в древности была заимствована в древние времена у инопланетян, которые, таким образом, представляют собой «материнскую культуру». Ряд сторонников палеоконтакта также считают, что пришельцы из космоса, называемые «древними астронавтами» (или «древними космонавтами», англ. spacemen), построили многие древние сооружения на Земле, включая мегалитические, к примеру, египетские пирамиды и статуи моаи на острове Пасхи, или помогали людям в этом строительстве.
Сторонники гипотезы утверждают, что о существовании древних астронавтов свидетельствуют указываемые ими «пробелы» в исторических и археологических данных и научных объяснениях этих данных. В качестве «объектов изучения» могут рассматриваться «неуместные артефакты» — предметы (изделия, скульптуры, сооружения и прочее), предположительно противоречащие общепринятым научным представлениям о факте или хронологии эволюции, развитии техники, исторической хронологии. Мифы различных народов также интерпретируются как свидетельствующие о контактах с внеземным разумом или знакомством с внеземными технологиями.
Одним из распространённых «аргументов» сторонников гипотезы палеоконтакта являются различные неверно интерпретированные реальные исторические изображения — наскальная живопись, рисунки и скульптуры шумеров, древних египтян и других народов, православные иконы и прочее. Любая фигура в головном уборе или с чем-либо вокруг головы интерпретируется как астронавт в скафандре, рогатый шлем — как радиоантенны, любой летящий предмет («колёса с глазами» из Книги пророка Иезекииля, небесные колесницы индуистской мифологии и другие) — как летательный аппарат и так далее.
Особую категорию «неуместных артефактов» составляют мегалитические постройки и другие крупные древние сооружения (например, геоглифы Наски, египетские пирамиды) — реальные древние объекты, создателям которых псевдоучёные приписывают владение высокими технологиями. Часто используются в качестве «доказательства» гипотезы палеоконтакта и рассматриваются как творения инопланетян или людей, использовавших внеземные технологии.
В книге «Колесницы богов. Неразгаданные загадки прошлого» (1968) Эрих фон Дэникен отвергает возможность наличия у людей древности выдающихся способностей. По мнению Дэникена, мифология, искусство, принципы социального устройства и другие элементы культуры были принесены людям инопланетянами. Дэникен высказывает сомнения в возможностях памяти прошлого, а также в способности человека к созданию культур и цивилизаций вообще. Он утверждает, что искусствам и наукам люди прошлого были обучены пришельцами из космоса.

## История идей
Тематика впервые прослеживается в ранних произведениях научной фантастики конца XIX — начала XX века, в том числе в произведениях Говарда Лавкрафта.
Первые известные упоминания идеи влияния инопланетян на историю Земли в качестве серьёзного предположения принадлежат Чарльзу Форту, американскому публицисту, стоявшему у истоков сбора информации о предполагаемых аномальных явлениях. В 1919 году он опубликовал «Книгу проклятых», посвящённую рассмотрению «необычных явлений» и других тем, исключённых из рассмотрения наукой (например, происхождение Зальцбургского параллелепипеда). Книга построена на чередовании подборок тех или иных странных «фактов» и резких выпадов в адрес науки. Утверждается, что земляне — собственность неких инопланетных существ, и постулируется идея палеоконтакта.
Родоначальником гипотезы палеоконтакта в её современной формулировке принято считать Константина Циолковского, впервые выступившего в 1928—1929 годах с идеей возможного посещения Земли инопланетными пришельцами в прошлом.
Карл Мария Вилигут, ариософ, духовный наставник рейхсфюрера СС Генриха Гиммлера и бригадефюрер СС, изображал «арийцев» духовными существами, которые прилетели с Луны. Он заявлял о падении Луны на Землю и других природных катаклизмах, приводивших к возникновению отдельных рас. Последними по времени появились «белые люди», или  «асы», давшие начало «арийцам». Эта раса изначально обладала письменностью и исповедовала древнейшую монотеистическую религию, «истинное христианство», существовавшее задолго до появления «семитов»
В повести «Звёздные корабли» (1947—1948) советского фантаста Ивана Ефремова описано посещение Земли пришельцами во времена динозавров. Изложенная в повести идея пулевого ранения как результата применения инопланетного оружия стала популярной среди советских интеллигентов, и во множестве публикаций так объяснялись отверстия в ископаемых останках. Ефремов невольно способствовал формированию специфического феномена позднесоветского времени — «паранауки» (палеоконтакт); описание черепа пришельца придуманное А. Быстровым (прототип одного из героев), сформировало образ инопланетянина в советской уфологической литературе.
В 1950 году Иммануилом Великовским была опубликована книга «Борющиеся миры», в которой основное внимание уделено теории катастроф (глобальное оледенение, уход частей суши под воду, цунами), причиной которых, по мнению автора, является изменение орбиты вращения Земли под действием Марса и Венеры. Взгляды автора, основанные на текстах Ветхого Завета и некоторых данных геологии, астрономии, археологии, истории и мифологии с претензией на «трансдисциплинарность», неоднократно подвергались критике.
В 1950—1960-е годы популяризатором идеи палеоконтакта стал советский математик Матест Агрест, в резонансных статьях «Следы ведут в космос» и «Космонавты древности», интерпретировавший древние мифы как свидетельство визита на Землю представителей внеземных цивилизаций. В последующие два десятилетия в СССР было опубликовано более двухсот работ в различных научно-популярных журналах и газетах, темой которых была проблематика палеоконтактов.
Свою концепцию палеоконтакта развивал советский писатель Александр Казанцев, том числе в повести «Планета бурь». В главе «Внуки Марса» она формулировалась так: Марс некогда был населён разумными существами; полмиллиона лет назад они открыли межпланетную навигацию, построили колонию на Венере и, вероятно, посещали Землю; возможно, они наши «прародители». Дополнительные аргументы были восприняты писателем из материалов Матеста Агреста, от которого были приняты рассуждения о тектитах, Баальбекской веранде и других объектах как следах древнего посещения Земли инопланетянами. Казанцев написал предисловие к большой статье Агреста «Космонавты древности».
Гипотеза палеоконтакта также была предложена Гарольдом Т. Уилкинсом в 1954 году.
В книге «Разумная жизнь во Вселенной» (1966) астрофизики Иосиф Шкловский и Карл Саган посвятили главу идее, что учёные должны серьёзно рассмотреть возможность контакта с внеземным разумом, имевшего место в письменной истории. Однако Шкловский и Саган подчёркивали, что эти идеи были спекулятивными и бездоказательными.

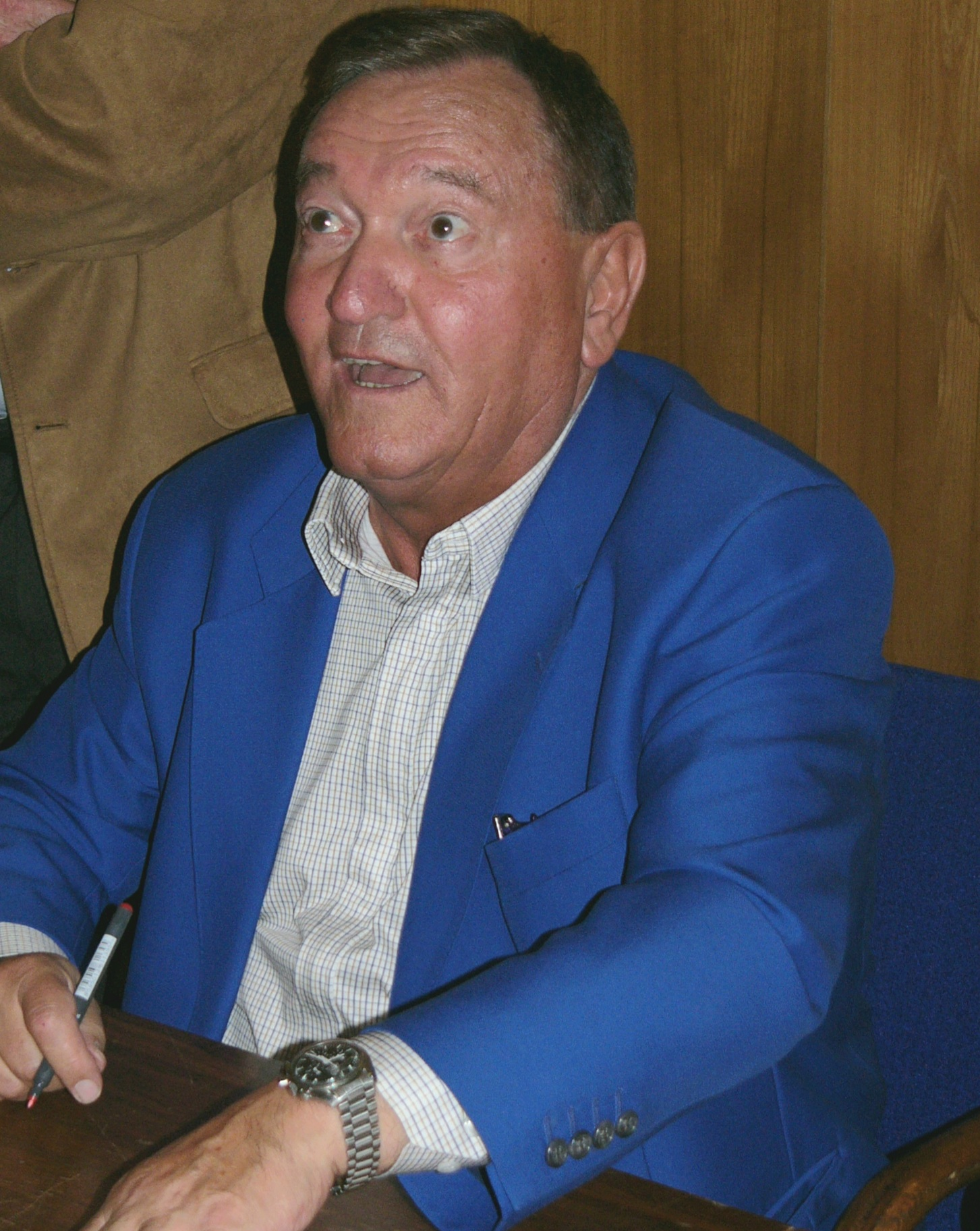
Эрих фон Дэникен

На 1970-е годы пришёлся пик всемирного увлечения гипотезой палеоконтакта — под влиянием книги швейцарского писателя-уфолога Эриха фон Дэникена «Колесницы богов», а также снятой по её мотивам западногерманской документальной кинодилогии «Воспоминания о будущем» (1970) и «Послание богов» (в советском прокате — «Тайны богов», 1976). В своей книге, ставшей международным бестселлером, фон Дэникен, основываясь на собственной трактовке древних памятников фольклора, мифов, священных текстов, архитектурных сооружений и археологических находок (в частности, «неуместных артефактов») как «свидетельств» визита внеземных цивилизаций на Землю, пытается возвести гипотезу палеоконтакта в ранг научной теории.
Профессор антропологии Университета штата Нью-Йорк в Олбани Дин Р. Сноу предполагает неизбежность того, что парапсихология, астрология и (псевдо)археология в конечном итоге были объединены в одну масштабную мистификацию, которой стали идеи Эриха фон Дэникена. Основа была заложена эксцентричными версиями в сферах астрономии и физики Иммануила Великовского. Группа калифорнийцев, интересующихся археоастрономией, пришла к выводу, что атмосферные ореолы создают постоянный геометрический угол, который, по их мнению, они обнаружили в археологических материалах, от горшков до дворцов по всему миру. Издававшийся ими «Annular Newsletter» писал, что этот мистический угол имеется даже в конструкции космического аппарата «Пионер-10». Эти и другие подобные публикации подготовили общественность к идеям фон Дэникена, который вырвал из контекста ряд отобранных им археологических свидетельств и использовал их, чтобы убедить публику в идее посещения Земли внеземными разумными существами в древности.
Археоастрономия была широко популяризирована публикацией книги 1965 года Джеральда Хокинса «Расшифрованный Стоунхендж», которая вызвала большие споры среди специалистов. В 1973 году Хокинс издал поспешно написанную и плохо подготовленную книгу «За пределами Стоунхенджа». Большинство книг фон Дэникена были впервые опубликованы между этими двумя датами, и для неспециалиста их содержание сложно было отличить от несколько более научных работ Хокинса. Фон Дэникен интерпретировал известняковую карстовую воронку на полуострове Юкатан как кратер, оставленный доисторической «ракетой». Резьбу майя из Паленке, которая на протяжении десятилетий рассматривалась как произведение искусства майя — как изображение человека в космическом корабле. Мексиканского бога Кетцалькоатля, которому испанские миссионеры приписали светлую кожу и бороду, чтобы обратить в Иисуса, фон Дэникен рассматривал как таинственного гостя из космоса. Статуи с острова Пасхи, изготовление и транспортировка которых были хорошо изучены, по мнению фон Дэникена, не могли быть ни изготовлены, ни перемещены людьми. Приём фон Дэникена заключался в использовании объектов, для которых уже даны известные рациональные объяснения. Он окутывал их атмосферой тайны и представлял неспециалистам как доказательство своих идей. По мнению Дина Сноу, эта сложная мистификация уникальна из-за своего масштаба и потому, что фон Дэникен совсем не пытался «замести следы». Не теряя времени на попытки опровергнуть возражения учёных, он сосредоточил усилия на продажах книг и смог за короткое время разбогатеть. Будучи ранее осуждённым за мошенничество в Швейцарии, фон Дэникен уже потерял личную репутацию, которую он мог бы защищать, что позволяло ему действовать более свободно.
Масштабная мистификация фон Дэникена имела последователей. Была возрождена идея магии чисел пирамиды, время от времени, циклически приобретающая популярность на протяжении столетий. Авторы начали находить упоминания о космических кораблях в Ветхом Завете. Американский автор Роберт Тэмпл писал, что древние люди, не имеющие телескопов, обладали таинственным знанием о звезде Сириус. Сторонником идеи палеоконтакта был также Чарльз Берлиц.
Учёные с самого начала опровергали идеи фон Дэникена и его последователей. Основательной критике идеи фон Дэникена был подвергнуты астрономом Эдвином Круппом в книге «В поисках древних астрономий» 1977 года.
1960-е и 1970-е годы стали «золотым веком» псевдонаучной литературы об Атлантиде и других подобных «цивилизациях». Эрих фон Дэникен утверждал, что продал более 60 миллионов экземпляров своих книг по гипотезе древних астронавтов, представляющей собой «космическую версию» идеи Атлантиды.
В 1973 году в Чикаго Джене Филлипсом было основано «Общество по изучению астронавтики древности» (англ. Ancient Astronautics Society, AAS) с целью исследования влияния пришельцев на развитие человечества и поиска высокоразвитых в техническом смысле цивилизаций, существовавших в доисторическую эпоху. Под началом AAS проводились конференции, издавался журнал «Древний горизонт» (на немецком и английском языках), были выпущены книги «Книга о древних астронавтах» и «Новые доказательства существования древней астронавтики».
Захария Ситчин (США) в своих книгах «Колыбели цивилизации» и «Двенадцатая планета» утверждает, что некоторые мегалитические постройки (например, Баальбек или постройки на Храмовой горе) из больших каменных блоков массой до 1000 тонн могли быть построены пришельцами-ануннаками как стартовые площадки («космопорты») для космических кораблей.
Мигель Серрано, идеолог «эзотерического гитлеризма», утверждал, что полубожественные «арийцы» имеют внеземное происхождение и являются носителями божественного света; против них плетёт заговор злой Демиург, регент нашей планеты и хозяин всей низменной материи. Серрано писал, что космический Демиург (Иегова, или Яхве) поочерёдно создавал разные расы. Высшими существами он считал гиперборейцев, обладавших необычайными мудростью и могуществом. Эта высшая раса вступила в расовую войну против механического мира, созданного Демиургом. В результате войны на Северном полюсе появилась вторая Гиперборея, в которую из космоса прибыли боги, возглавляемые Вотаном с целью навести на Земле порядок. В этот золотой век гиперборейцы были учителями «низших рас» — «чёрной», «жёлтой» и «красной», стремясь вывести их из полуживотного состояния. Однако некоторые гиперборейцы забыли о «чистоте крови» и начали смешиваться с «дочерьми человеческими», что стало причиной катастрофы и потери земного рая. Произошло падение Луны на Землю, после чего чистокровные гиперборейцы отправились на Южный полюс, а другие в качестве кроманьонцев стали постепенно отступать на юг, спасаясь от ледника. Континент Гиперборея погрузился в недра полой Земли, где гиперборейцам удалось восстановить священный порядок в подземных городах Асгартхе (Асгарде) и Шамбале. Затем гиперборейцы начали борьбу с Демиургом (Яхве). На стороне Демиурга борется созданная им «антираса» (биороботы) — евреи, плетущие заговор против гиперборейцев. Евреев Серрано отождествлял с «химерой». Орудиями этого заговора стали христианство и масонство, умышленно исказившие исконные «арийские» знания.
Идея палеконтакта может присутствовать в славянском неоязычестве. В неоязыческом учении инглиизма, созданном эзотериком Александром Хиневичем и изложенном преимущественно в книгах «Славяно-арийские веды» (фальсификации, заявленной в качестве перевода древних «славяно-арийских» священных писаний, самая старая часть которого якобы создана 40 тысяч лет назад; написаны самим Хиневичем), утверждается, что разные человеческие расы — это разные виды и происходят с разных созвездий. Инглиистическую мудрость принесли люди «белой расы» («славяне и арии»), которые происходят от богов и первоначально обитали в созвездии Большой Медведицы. «Белые люди», обладавшие высшими знаниями, обучили остальное человечество основам цивилизации. Поскольку, по мнению инглиистов, разные расы являются пришельцами с разных созвездий, межрасовые браки якобы приводят к деградации физической и духовной сфер. Описывается Вселенная, состоящая из многих миров, реальностей и уровней, а также Золотой путь, путь духовного развития, восхождения на более высокие уровни. Для того, чтобы люди могли восходить по этому пути, на землю приходили боги и приходят Учителя, существа более высокого порядка, чем человек. Подтверждения учения инглиизма автор находит и в мифологии народов мира. Шумерские боги представлены как члены космической экспедиции, создавшие гибрид бога и чёрной женщины — Адама, предка «семитской расы». «Подтверждения» из мифов в основном сводятся к идее, что боги были космическими учителями человечества — представителями внеземной цивилизации. Люди других «видов» воспринимали «белую расу» как богов, у которых они учились и которых почитали. Повествуется о «чужеземцах» (пришельцах с чужой земли — другой планеты), выходцах из галактики Пекло, сынах мира Тьмы, имеющих серую кожу и обладающих двуполостью — предках евреев. Орудием евреев названо христианство, созданное для порабощения воли «славян и ариев».

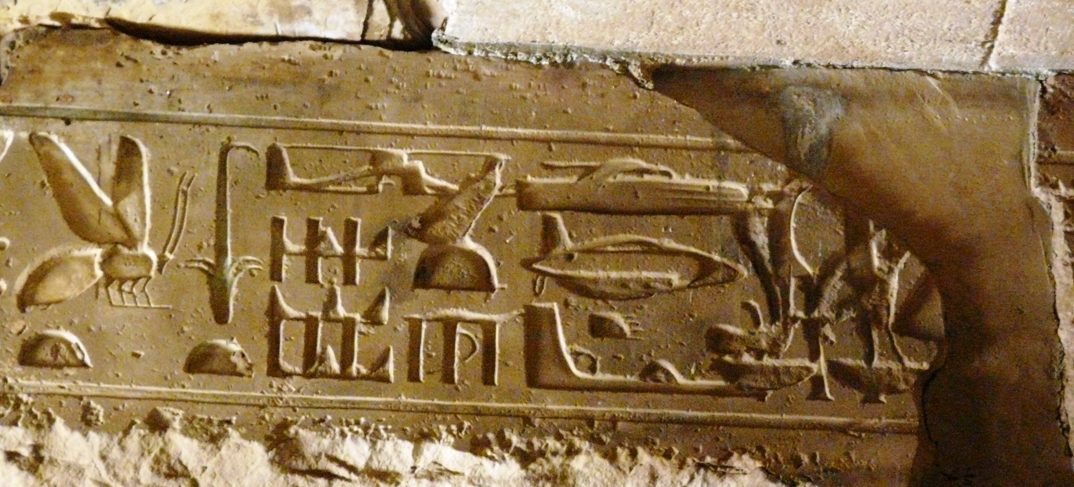
Абидосские иероглифы, принимаемые за вертолёт, подводную лодку, дирижабль и планёр. Учёными установлено, что фигуры, имеющие сходство с машинами, возникли случайно в результате нанесения одной надписи поверх другой и последующего частичного выпадения штукатурки
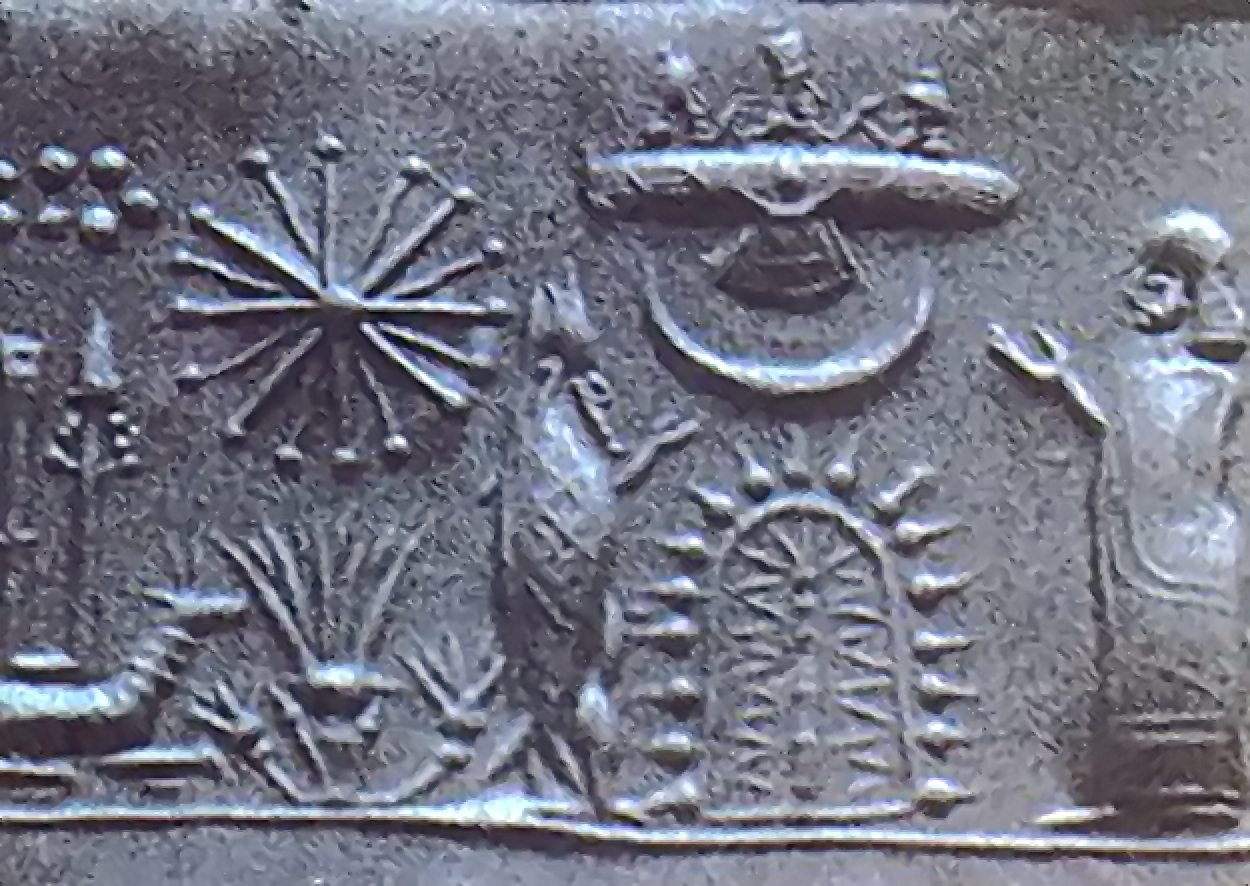
Изображение на древней Месопотамской цилиндрической печати
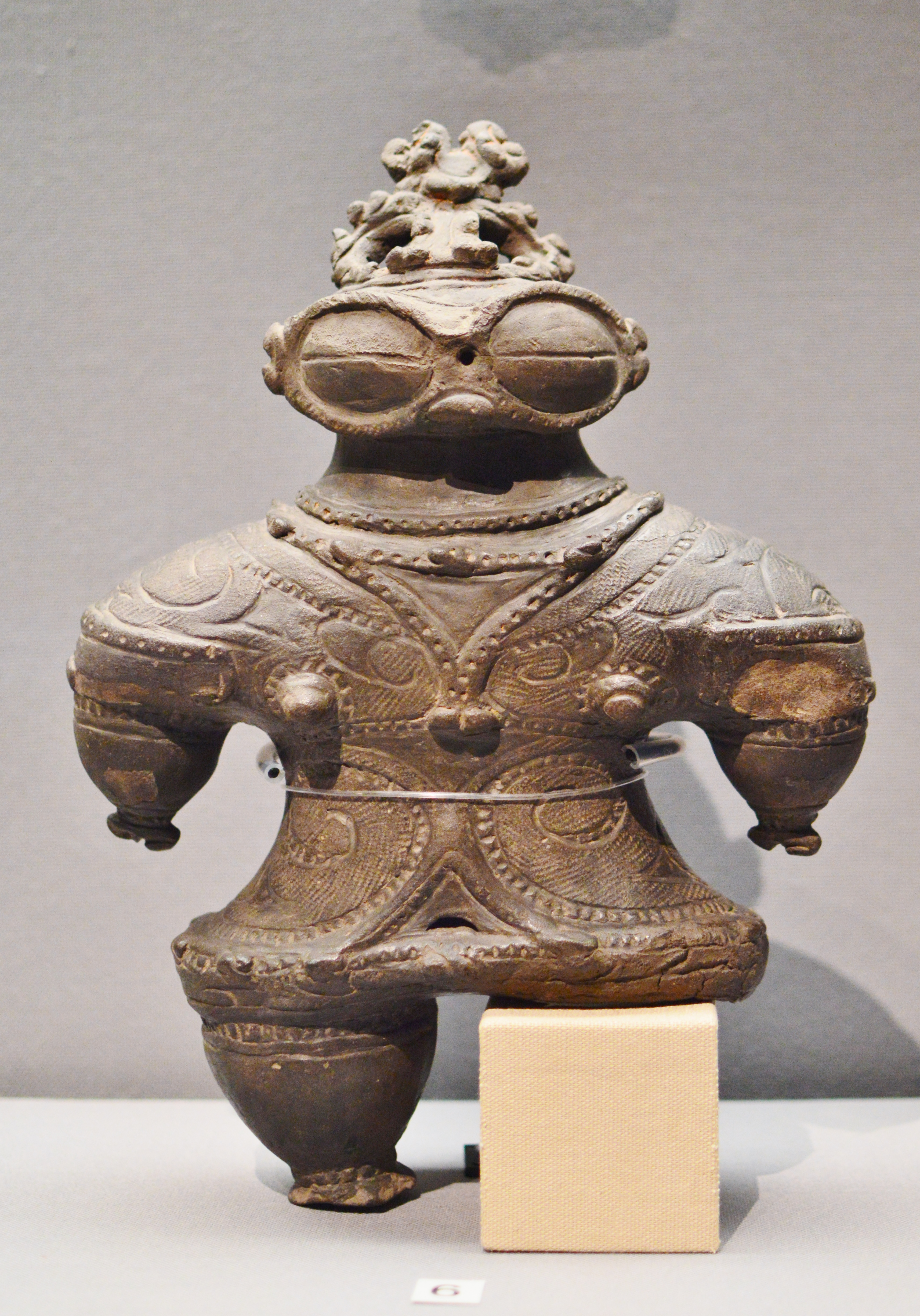
Догу, фигурка из Японии, период Дзёмон, рассматривается фон Дэникеном как изображение инопланетянина
Крышка саркофага правителя майя Пакаля (прорисовка), на которой, согласно фон Дэникену, изображён древний астронавт, поднимающийся к звёздам на космическом корабле
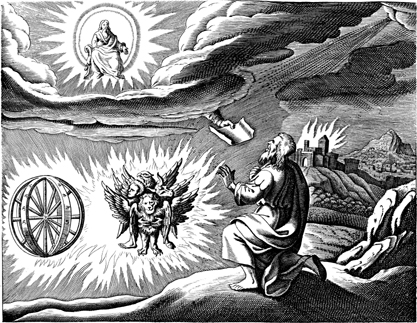
Видение Иезекииля. Гравюра 1670 года
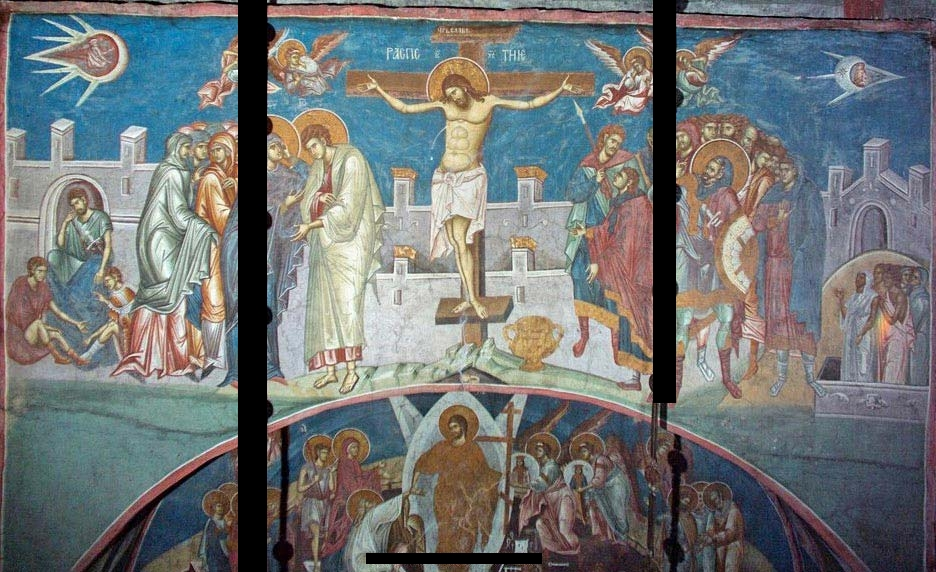
Фреска сербского монастыря Высокие Дечаны с изображением особого разряда ангелов — водителей светил[48], принимаемых уфологами за пилотов внутри летательных аппаратов

## Критика

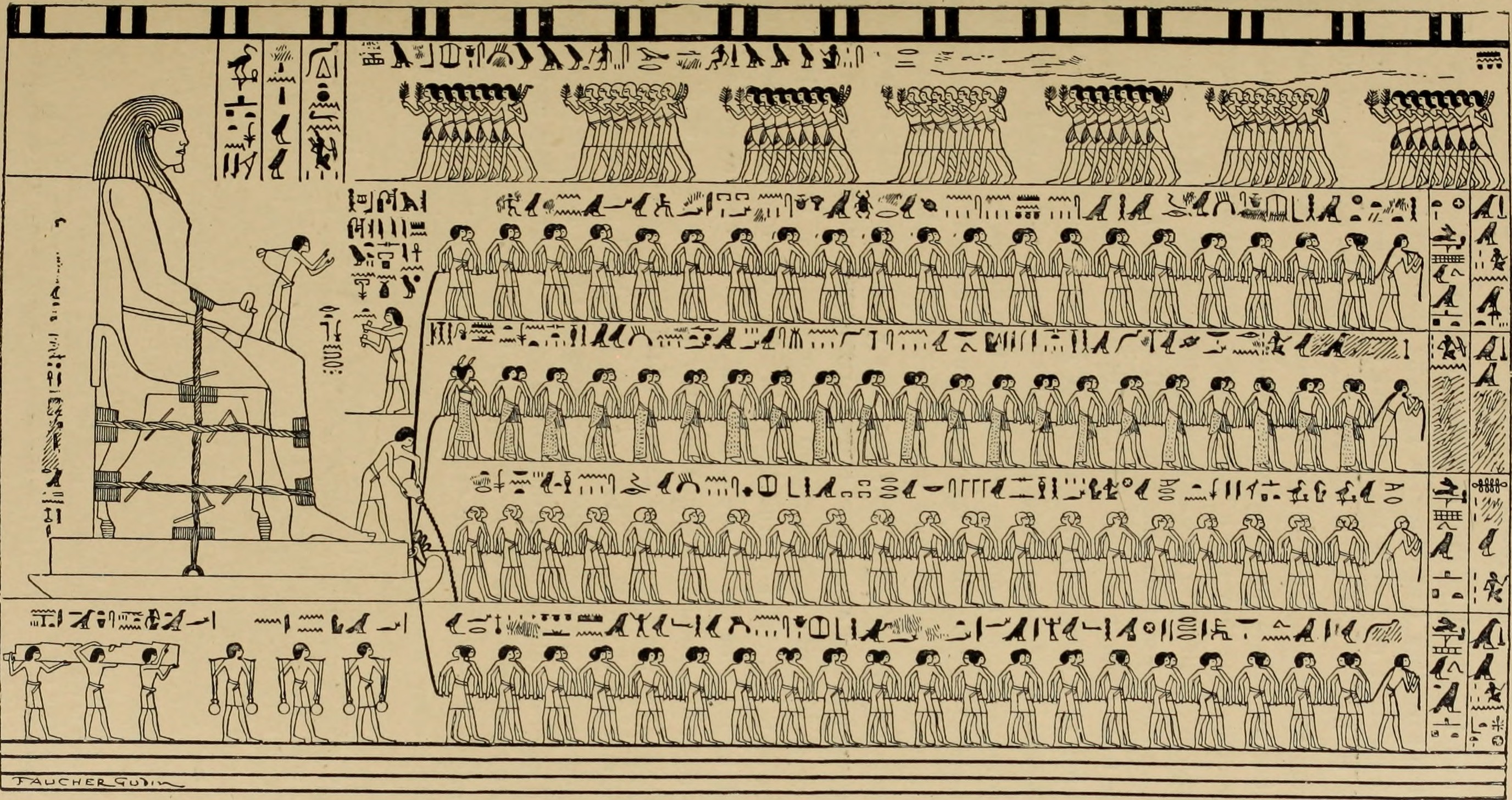
Прорисовка фрески Джехутихотепа II с изображением метода передвижения колосса

По мнению учёных, пробелы в современных знаниях не могут сами по себе являться доказательством существования древних астронавтов. Сторонники идеи не предоставили никаких убедительных доказательств в форме письменных источников или артефактов, которые могли бы свидетельствовать о контактах с внеземной цивилизацией.
Против построений фон Дэникена было высказано много критики. Наиболее обстоятельным критиком был Рональд Стори. Большая часть «доказательств», которые приводит фон Дэникен, представляет собой спекулятивные и ложные аргументы. Он опирается преимущественно на собственную интерпретацию археологических находок и древней мифологии. Фон Дэникен исходит из предположения о существовании древних космонавтов, а затем подгоняет под это предположение факты. Так, он рассматривает как древний космодром инопланетян геоглифы Наски, но игнорирует возможность того, что эти рисунки связаны с религией местных жителей. Также он часто применяет ложную дилемму вида «Либо эти примитивные дикари создали всё сами, либо получили помощь от намного более продвинутого разума, который мог прийти только с других планет». Приверженность автора этой идее сохранялась и после появления убедительных доказательств обратного.
Большинство «неуместных артефактов», исследованных учёными, оказались подделками или неверно интерпретированными предметами. По словам астрофизика Карла Сагана, «в длинном перечне поп-археологии „древних астронавтов“ случаи, представляющие кажущийся интерес, имеют вполне разумные альтернативные объяснения, или о них сообщают неверно, или же они являются просто уклонением, мистификациями и искажениями фактов».
Некоторые из «доказательств», использованных фон Дэникеном, были им сфальсифицированы. Например, им были опубликованы фотографии гончарных изделий, которые, по его утверждению, были найдены во время археологических раскопок. По словам Дэникена, посуда, датируемая библейскими временами, содержит изображения летающих тарелок. Однако участники передачи Nova разыскали гончара, изготовившего эти горшки. Они в открытую обвинили фон Дэникена в мошенничестве, на что тот ответил, что его обман оправдан, поскольку некоторые люди способны поверить, лишь получив доказательства. Это было озвучено в передаче «Дело древних астронавтов» 8 марта 1978 года.
Изображения, выдаваемые сторонниками гипотезы палеоконтакта за свидетельства знакомства художников прошлого с космическими скафандрами или их элементами (шлемами, наушниками), отражают такие обычные вещи как головные уборы, ритуальные маски, причёски, орнаменты, нимбы. «Летательные аппараты» являются мифологическими объектами (небесные колесницы), аллегориями, метафорами, атмосферными явлениями и тому подобным.
Большая часть научных критиков фон Дэникена отмечают, что, вопреки ему, люди прошлого не были беспомощными неумелыми лишёнными памяти дикарями.
Археологические находки и различные эксперименты показывают, что люди древности вполне были способны построить пирамиды и другие крупные древние сооружения без использования высоких технологий. Выдающиеся памятники средневековой архитектуры и архитектуры Нового времени не уступают, а во многом превосходят архитектурные сооружения Древнего мира. Ряд современных племён Папуа-Новой Гвинеи, живущих на стадии каменного века, по-прежнему воздвигают на могилах гигантские каменные блоки, не применяя при этом инопланетных технологий.
Нет причин считать, что люди прошлого письменной эпохи не смогли бы сохранить точные записи о контакте с кем-то из иных миров. Предположение, что древние мифы и религиозные тексты это искажённые воспоминания о древних астронавтах, не имеет доказательств.
С научной точки зрения более вероятно, что человечество самостоятельно развивало культуру и технику. В отличие от других объяснений гипотеза древних астронавтов не имеет подтверждений и одновременно вводит много допущений, поэтому является излишней и в соответствии с принципом бритвы Оккама не может быть принята наукой.
В качестве мотивации гипотезы палеоконтакта называется стремление к таинственности и романтике, что, однако, делает предположение менее разумным и реалистичным.
Леонид Геллер критиковал идею писателя Александра Казанцева о палеоконтакте с позиций научной эпистемологии. Материалистическая теория появления человека предусматривает модель сознания как сложного самопрограммируемого и самонастраиваемого устройства, автомата. Самым сложным является вопрос о возникновении мышления, поскольку «программируется» этот автомат извне. Гипотеза о внеземном происхождении человечества Казанцева ничего не решает и не объясняет, ибо отодвигает решение данного вопроса.

## Миф о догонской астрономии
В 1930-е годы французский этнограф Марсель Гриоль приступил к исследованию догонов, в 1940-е к нему присоединилась этнолог Жермена Детерлен. Получив посвящение у догонского жреца (старейшины) в 1947 году, французские учёные, после четырёх лет исследования, поместили статью в газету «Общества африканистов» под названием «Суданская система Сириуса» (1951), а затем опубликовали в издании Института этнологии в Париже «Бледный Лис: космогонический миф» (1965), где они описали догонское видение Вселенной, творения бога Аммы (Amma). Среди прочего, они сообщили, что старейшина племени по имени Оготемелли знает о существовании спутников Юпитера, колец Сатурна, невидимой звезды Сириус B и многое другое. Эта сенсационная информация была массово растиражирована сторонниками гипотезы палеоконтакта как доказательство посещения Земли инопланетянами; использовали её в своей пропаганде и африканские националисты.
Однако этнографы, посетившие догонов в более позднее время, эту информацию не подтвердили. Термин сиги толо, который, по мнению Гриоля, относится к Сириусу, на самом деле обозначает любое светило, включая Венеру и Солнце. За 11 лет исследования племени этнографы не обнаружили никаких следов «тайных знаний», хотя общались также и с собеседниками Гриоля. Большинство исследователей теперь признаёт, что миф о Сириусе B и о всех прочих астрономических фактах, не видных невооружённым глазом, является следствием «культурного засорения» догонов в результате контактов с Гриолем и другими европейцами.

## В популярной культуре

### В научной фантастике

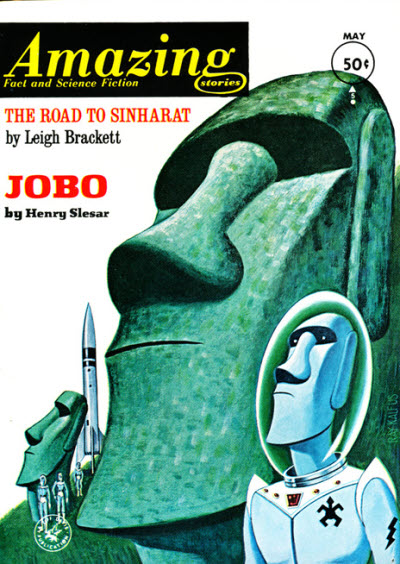
Обложка журнала Amazing Stories, май 1963 года

Палеоконтакт — популярный сюжет многочисленных научно-фантастических произведений, например тетралогии Артура Кларка «Космическая одиссея». Контакты древних с инопланетянами упоминаются в романах «Фаэты» Александра Казанцева, «Аэлита» Алексея Толстого, «Звездоплаватели» Георгия Мартынова, «Звёздные корабли» Ивана Ефремова.
Палеоконтакты широко представлены в цикле «Звёздные врата», где практически вся земная мифология — от древнеегипетской до легенд о короле Артуре — объясняется контактами с инопланетными цивилизациями. В кинокартине «Прометей» (2012) сюжет выстроен вокруг гипотез палеоконтакта и панспермии.
Палеоконтакт также показан или упоминается в фильмах «Космическая одиссея 2001 года», «Пятый элемент», «Трансформеры: Последний рыцарь», сериалах «Вавилон-5», «Доктор Кто» и «Звёздный крейсер „Галактика“». Он также служит основной темой концептуальных альбомов музыкальных групп Ayreon и Iced Earth.

### Документальные фильмы
- «Воспоминания о будущем» (нем. Erinnerungen an die Zukunft, 1970) — научно-популярный фильм, снятый австрийским режиссёром Харальдом Райнлем по мотивам книги Эриха фон Дэникена «Колесницы богов». Первая часть кинодилогии.
- «Тайны Богов. Возвращение к звёздам» (нем. Botschaft der Götter, 1976) — научно-популярный фильм, снятый Х. Райнлем по мотивам книги Э. фон Дэникена «Возвращение к звёздам». Вторая часть кинодилогии.
- «По следам всемогущих» (нем. Auf den Spuren der Allmächtigen, 1994) — цикл научно-популярных фильмов по мотивам произведений Э. фон Дэникена.
- «Реальность или фантастика? Астронавты древности» (англ. Is It Real? Ancient Astronauts, 2006) — научно-популярный фильм, снятый каналом National Geographic.
- «Загадки истории» (англ. Mysteries of History, 2010) — цикл научно-популярных фильмов, затрагивающих тему палеоконтакта. Серии:
  - «В поисках ответов» (англ. In Search of Answers);
  - «Из глубин древности» (англ. From the Depths of Antiquity);
  - «Связь времён» (англ. Communication Times).
- «Древние пришельцы» (англ. Ancient Aliens, 2010—2016) — цикл научно-популярных фильмов. Состоит из 11 сезонов и включает 119 серий.
- «Откровения майя: 2012 и последующие годы» (Revelations of the Mayans 2012 and Beyond) — научно-популярный фильм о цивилизации майя. По словам продюсера фильма Рауля Хулиа-Леви, в нём будут впервые раскрыты секретные сведения, хранившиеся правительством Мексики в тайне более 80 лет и доказывающие контакты с пришельцами[67][68].